# Zenobia pulverulenta
Zenobia pulverulenta  ist die einzige Art der Pflanzengattung Zenobia innerhalb der Familie der Heidekrautgewächse (Ericaceae). Sie kommt in den Küstenebenen im Südosten der USA in den Bundesstaaten North Carolina, South Carolina und Virginia vor und wird dort englisch honeycup genannt.

## Beschreibung

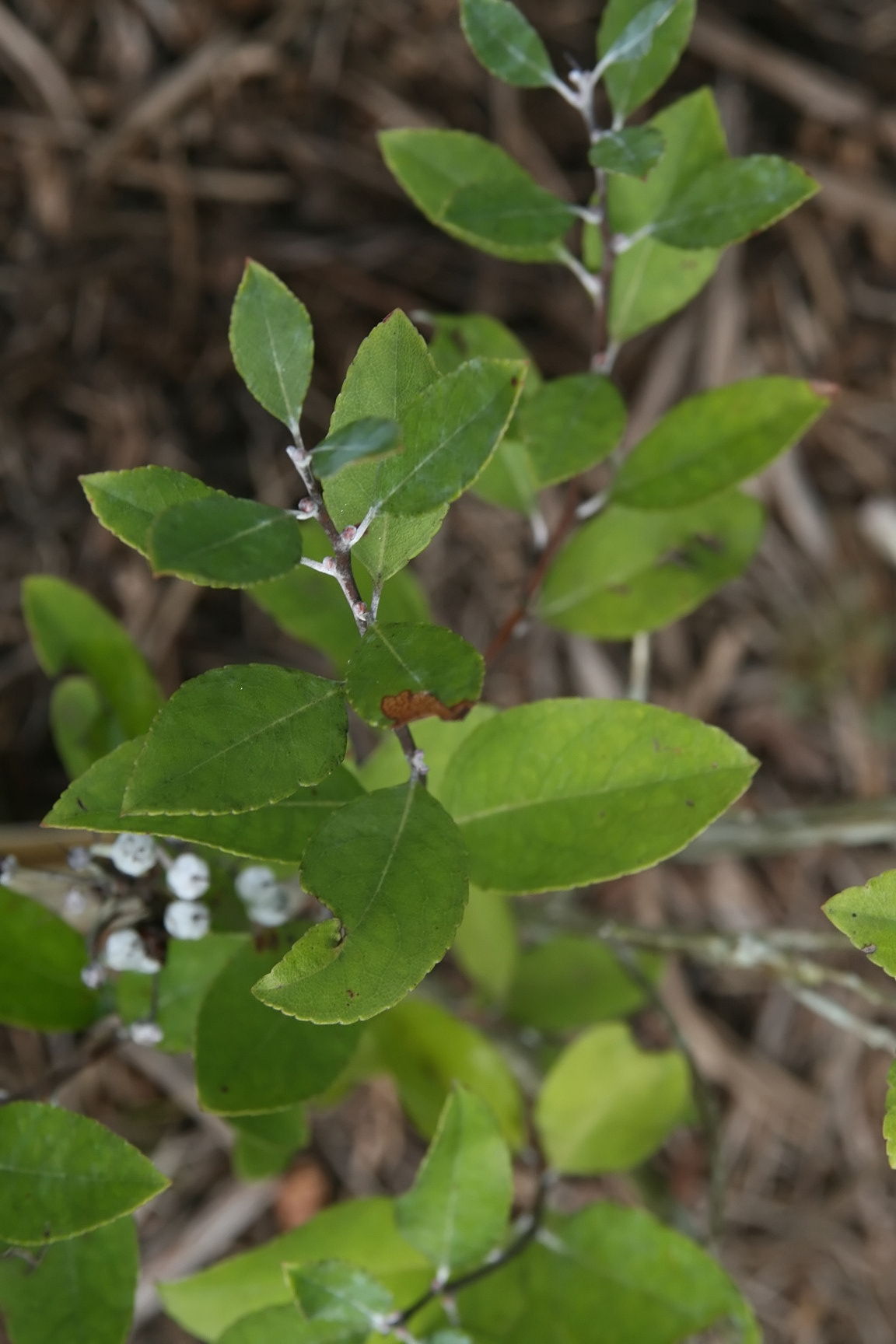
Zweig mit wechselständigen, gestielten Laubblättern

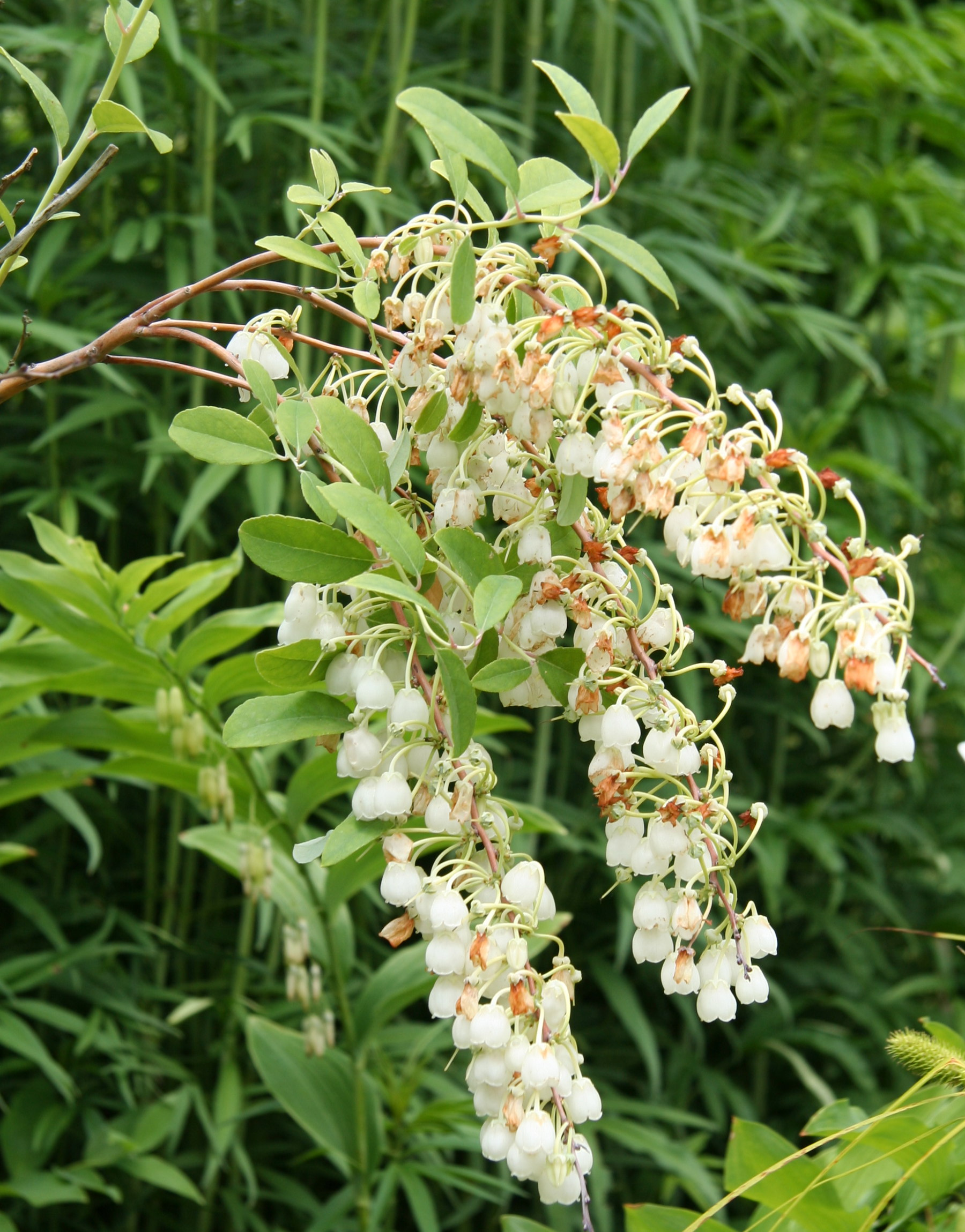
Zweig mit Blütenständen und glockenförmigen Blüten

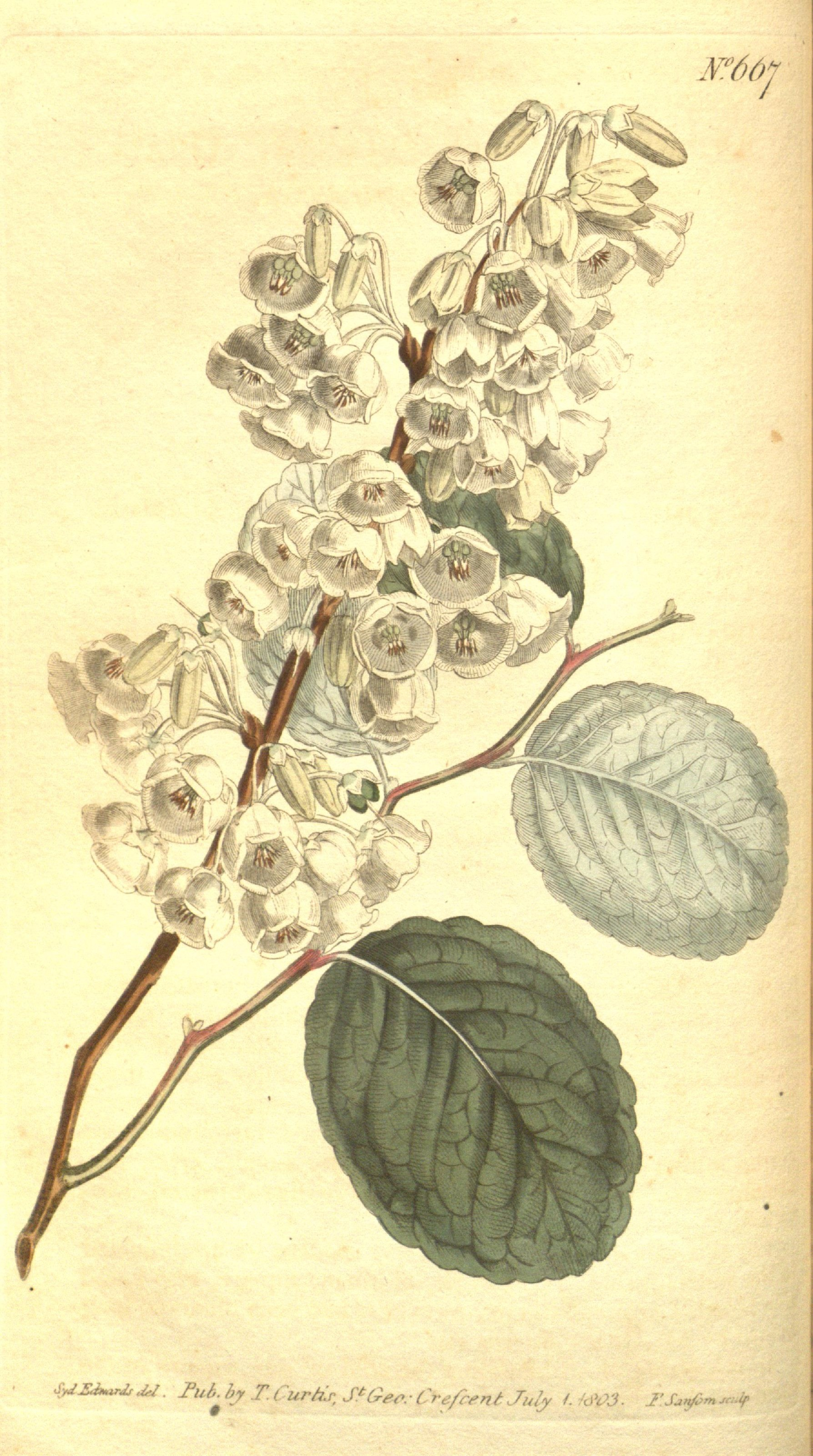
Illustration aus Curtis's Botanical Magazine, Nr. 667

### Vegetative Merkmale
Zenobia pulverulenta ist ein laubabwerfender oder halbimmergrüner Strauch, der Wuchshöhen von 1 bis 2 Metern erreicht. Es werden viele Rhizome gebildet. Die oberirdischen Pflanzenteile sind kahl und oft blaugrün. Die Stämme sind aufrecht. Die Rinde der Zweige ist kahl.
Die wechselständig und spiralig am Zweig angeordneten Laubblätter sind in Blattstiel und Blattspreite gegliedert. Der Blattstiel ist 3 bis 6 Millimeter lang. Die ledrige, einfache Blattspreite ist bei einer Länge von 2 bis 8, selten bis zu 10 Zentimetern sowie einer Breite von selten 0,5 bis, meist 1,2 bis 4,5 Zentimetern elliptisch bis elliptisch-eiförmig oder eiförmig mit keilförmiger bis gerundeter Basis und spitzem, bespitztem, gerundetem oder ausgerandetem oberen Ende. Der ebene Blattrand ist unregelmäßig und schwach gesägt-gekerbt oder glatt. Die Blattoberflächen sind fein behaart und verkahlend. Die Blattnervatur ist netzartig oder schlingläufig.

### Generative Merkmale
Die Blütezeit liegt in den USA im Frühling. Die Blüten stehen einzeln an einem unbeblätterten Zweig oder zu zweit bis meist fünft bis zwölft in einem seitenständigen, traubigen Blütenstand, der aus schirmtraubigen Teilblütenständen mit jeweils zwei bis meist fünf bis zwölf Blüten besteht. Es sind keine Deckblätter vorhanden.
Die süßlich duftenden und zwittrigen Blüten sind radiärsymmetrisch und fünfzählig mit doppelter Blütenhülle. Die fünf freien Kelchblätter sind eiförmig bis eiförmig-dreieckig. Die fünf weißen Kronblätter sind breit-glockenförmig bis zu etwa 3/4 ihrer Länge verwachsen. Blütenkrone weist eine Länge von 6,5 bis 10 Millimetern sowie einem Durchmesser von etwa 10 Millimetern auf. Die Kronlappen sind viel kürzer als die Kronröhre. Der Nektardiskus ist zehnlappig. Es sind zwei Kreise mit je fünf Staubblättern vorhanden, die die Blütenkrone nicht überragen. Die kahlen Staubfäden sind gerade und abgeflacht und besitzen keinen Sporn. Die Staubbeutel besitzen vier Anhängsel und öffnen sich mit länglichen Poren. Fünf Fruchtblätter sind zu einem fünfkammerigen Fruchtknoten verwachsen, der deutlich fünflappig ist. Der Stempel endet in einer gestutzten Narbe.
Die aufrechte, trockene, fünfkammerige Kapselfrucht ist bei einer Länger von 3,2 bis 5 Millimetern sowie einem Durchmesser von 4,8 bis 6,5 Millimetern abgeflacht kugelig und öffnet sich mit fünf Fruchtklappen und enthält 40 bis 200 Samen. Die ungeflügelten Samen weisen eine Länge von etwa 1 Millimeter sowie einen Durchmesser von etwa 0,5 Millimetern auf. Die eiförmigen Samen besitzen eine glatte Samenschale (Testa).
Die Chromosomengrundzahl beträgt x = 11 und es wurden Chromosomenzahlen von 2n = etwa 66 nachgewiesen.

## Vorkommen
Zenobia pulverulenta kommt in den südöstlichen US-Bundesstaaten östliches North Carolina, South Carolina sowie östliches Virginia und Georgia vor. 
Zenobia pulverulenta gedeiht in feuchten, sandigen oder ttorfigen Kiefern-Savannen, strauchigen Sümpfen, natürlichen Tümpeln und an Sumpfrändern in Höhenlagen von 0 bis 100 Metern.

## Systematik
Die Erstveröffentlichung erfolgte 1799 unter dem Namen (Basionym) Andromeda pulverulenta W.Bartram ex Willd. durch John Bartram in Carl Ludwig von Willdenow: Species Plantarum. Editio quarta, 2, 1, Seite 610. Die Neukombination zu Zenobia pulverulenta (W.Bartram ex Willd.) Pollard wurde 1895 durch Charles Louis Pollard in Bulletin of the Torrey Botanical Club. New York, Volume 22, Seite 232 veröffentlicht. Weitere Synonyme für Zenobia pulverulenta (W. Bartram ex Willd.) Pollard sind: Andromeda cassinefolia Vent., Andromeda speciosa Michx., Zenobia cassinefolia (Vent.) Pollard, Zenobia speciosa (Michx.) D.Don, Zenobia pulverulenta var. nuda (Vent.) Rehder.
Zenobia pulverulenta ist die einzige Art der Gattung Zenobia D.Don aus der Tribus Andromedeae in der Unterfamilie Vaccinioideae innerhalb der Familie Ericaceae.
Die Gattung Zenobia wurde 1834 durch David Don in A New Arrangement of the Ericaceae veröffentlicht; in dieser Veröffentlichung hat Don einige Arten aus der artenreichen Gattung Andromeda L. in einige neue Gattungen ausgegliedert. Danach wurde Zenobia als Untergattung von Andromeda angesehen. 1895 hat sie durch Charles Louis Pollard in Bulletin of the Torrey Botanical Club, Volume 22, Issue 5, Seite 232 wieder Gattungsrang erhalten.